# Victor Găureanu
Victor Dan Găureanu (ur. 15 listopada 1967 w Nicolae Bălcescu, zm. 20 maja 2017 w Krajowej) – rumuński szablista, dwukrotny medalista mistrzostw świata.
Podczas mistrzostw świata w Atenach w 1994 roku Rumuni w składzie: Vilmoș Szabo, Daniel Grigore, Florin Lupeică i Victor Găureanu zdobyli brązowy medal w zawodach drużynowych. W tej samej konkurencji zdobył również brązowy medal na mistrzostwach świata w Nîmes w 2001 roku. W rywalizacji indywidualnej zajął między innymi szóste miejsce na mistrzostwach świata w Essen w 1993 roku.
Wystartował na igrzyskach olimpijskich w Barcelonie w 1992 roku, gdzie zajął czwarte miejsce w zawodach drużynowych. Brał też udział w igrzyskach olimpijskich w Sydney w 2000 roku, gdzie drużynowo ponownie był czwarty, a indywidualnie zajął ósme miejsce.
Ponadto zdobył brązowy medal indywidualnie i srebrny drużynowo na mistrzostwach Europy w Bolzano w 1999 roku.
Po zakończeniu kariery pracował jako trener.